# Hank Blalock
Pour les articles homonymes, voir Blalock.
Hank Joe Blalock, né le 21 novembre 1980 à San Diego en Californie aux États-Unis, est un joueur américain de baseball évoluant en Ligue majeure de baseball avec les Rays de Tampa Bay. Sélectionné deux fois au match des étoiles en 2003 et 2004, ce joueur de champ intérieur compte 910 matchs joués pour une moyenne au bâton de 0,269 après la saison 2009.

## Carrière
Après des études secondaires à la Rancho Bernardo High School de San Diego (Californie), Hank Blalock est drafté le 2 juin 1999 par les Rangers du Texas au troisième tour de sélection. Il perçoit un bonus de 288 000 dollars à la signature de son premier contrat professionnel le 4 juin 1999.
Blalock passe trois saisons en Ligues mineures avant d'effectuer ses débuts en Ligue majeure le 1er avril 2002.
Il est sélectionné aux éditions 2003 et 2004 du match des étoiles.
Joueur de troisième but jusqu'en 2007, il évolue plutôt en première base depuis 2008. Ses bonnes prestations au bâton lui permette également d'être aligné comme frappeur désigné.
Devenu agent libre à l'issue de la saison 2009, Blalock s'engage chez les Rays de Tampa Bay le 8 mars 2010.

## Statistiques
En saison régulière
| Statistiques de frappeur |           |     |      |     |     |     |    |     |     |    |       |
| Saison                   | Équipe    | J   | AB   | R   | H   | 2B  | 3B | HR  | RBI | SB | BA    |
| 2002                     | Texas     | 49  | 147  | 16  | 31  | 8   | 0  | 3   | 17  | 0  | 0,211 |
| 2003                     | Texas     | 143 | 567  | 89  | 170 | 33  | 3  | 29  | 90  | 2  | 0,300 |
| 2004                     | Texas     | 159 | 624  | 107 | 172 | 38  | 3  | 32  | 110 | 2  | 0,276 |
| 2005                     | Texas     | 161 | 647  | 80  | 170 | 34  | 0  | 25  | 92  | 1  | 0,263 |
| 2006                     | Texas     | 152 | 591  | 76  | 157 | 26  | 3  | 16  | 89  | 1  | 0,266 |
| 2007                     | Texas     | 58  | 208  | 32  | 61  | 16  | 3  | 10  | 33  | 4  | 0,293 |
| 2008                     | Texas     | 65  | 258  | 37  | 74  | 19  | 1  | 12  | 38  | 1  | 0,287 |
| 2009                     | Texas     | 123 | 462  | 62  | 108 | 21  | 4  | 25  | 66  | 2  | 0,234 |
| 2010¹                    | Tampa Bay | 3   | 11   | 1   | 3   | 0   | 0  | 0   | 1   | 1  | 0,273 |
| Totaux                   | Totaux    | 913 | 3515 | 500 | 946 | 195 | 17 | 152 | 536 | 14 | 0,269 |

- ¹ : au 19 mai 2010

Note: J = Matches joués; AB = Passages au bâton; R = Points; H = Coups sûrs; 2B = Doubles; 3B = Triples; 
HR = Coup de circuit; RBI = Points produits; SB = buts volés; BA = Moyenne au bâton.